# (3572) Leogoldberg
(3572) Leogoldberg (1954 UJ2) – planetoida z pasa głównego asteroid okrążająca Słońce w ciągu 4,44 lat w średniej odległości 2,7 j.a. Odkryta 28 października 1954 roku w obserwatorium Goethe Link Observatory.